# O štirih godcih
O štirih godcih je ljudska pravljica. Objavljena je v knjigi Slovenske narodne pravljice, ki je izšla v desetih ponatisih v zbirki Zlata ptica. Pravljico je zapisal Gvidon Sajovic. Zbral in uredil pa jih je Alojzij Bolhar. Objavljena je tudi v knjigi Slovenske ljudske pripovedi, ki je prav tako izšla v zbirki Zlata ptica in jo je zapisal Gvidon Sajovc, le da je pravljice v tej knjigi zbrala in uredila Kristina Brenkova. 

## Povzetek vsebine
Pravljica govori o štirih godcih, ki so se preživljali z igranjem po gostilnah. Nekega večera so prišli do podrtega gradu, in zaigrali poskočno podoknico, ne vedoč, da v njem še živi majhen, star možiček. 
Po zaigrani podoknici, je prišel iz razvalin gradu, in vsakemu godcu dal orehovo vejico, z navodili, da jo dajo svojim otrokom. A le eden od štirih godcev je to storil, ostali trije so svoje vejice odvrgli v travo.
Naslednje jutro so otroci godca, ki jim je dal vejico, potarnali da so orehi trdi in da jih ne morejo streti. Godec je ves začuden videl, da z vejice visijo zlati orehi.
To je seveda povedal svojim tovarišem, ki so se odpravili iskati vejice, ki so jih prejšnji dan odvrgli, a so se na koncu morali sprijazniti, da so jih zapravili.

## Analiza pravljice
- Pripovedovalec: tretjeosebni
- Glavne osebe: godec, ki je spravil orehovo vejico; majhen, star možiček
- Stranske osebe: trije godci, godčevi otroci
- Čas dogajanja: neznan
- Prostor dogajanja: vas, star grad, travnik
- Motivi: star grad
- Pomanjševalnice: vejica
- Sporočilo: Nikoli ne prezri niti najmanjšega daru.

## Liki in interpretacija dela
Glavna lika sta star možiček, prebivalec podrtega gradu, ki nam poda glavno misel pravljice. Da človek ne sme prezreti niti najmanjšega daru, in pa godec, ki je podarjeno orehovo vejico spravil v žep in jo pozneje dal svojim otrokom, kot mu je star možiček naročil.
Ostali trije godci pa so tarnali nad podarjeno vejico in jo vrgli v travo. 
Godec, ki je vejico dal otrokom, je bil naslednji dan še kako vesel, da ni storil tega, kar so storili njegovi trije tovariši. Ko jim je povedal kaj se je zgodilo, so se vsi trije kesali, a na koncu so se morali sprijazniti, da so bili ob zlato samo zaradi njihove nehvaležnosti.
Pravljica ima nekatere tipične značilnosti ljudskih pravljic. Kraj in čas dogaja nista določena, zasledimo pa da se dogaja v prastarih časih. Vsi liki so brez imen, poimenovani so z godec, star možiček. 
V pravljici je lepo prikazano, da moramo biti za vsako podarjeno stvar hvaležni.

## Motivno-tematske povezave
Ljudsko pravljico O štirih godcih lahko primerjamo z veliko pravljicami, saj je glavno sporočilo veliko pravljic, hvaležnost za podarjeno stvar. Lahko jo primerjamo tudi s pravljicami, v katerih so osebe začarane v živali (Žabji kralj, Sin jež), saj je konec koncev bila tudi navadna orehova vejica začarna v zlate orehe.